# Тритон, спасающий детей-амуров
«Тритон, спасающий детей-амуров» — историческая садово-парковая скульптурная группа середины XIX века. Располагается в Верхнем парке Ораниенбаума, в Китайском пруду близ его южного берега. Объект культурного наследия России федерального значения

## История

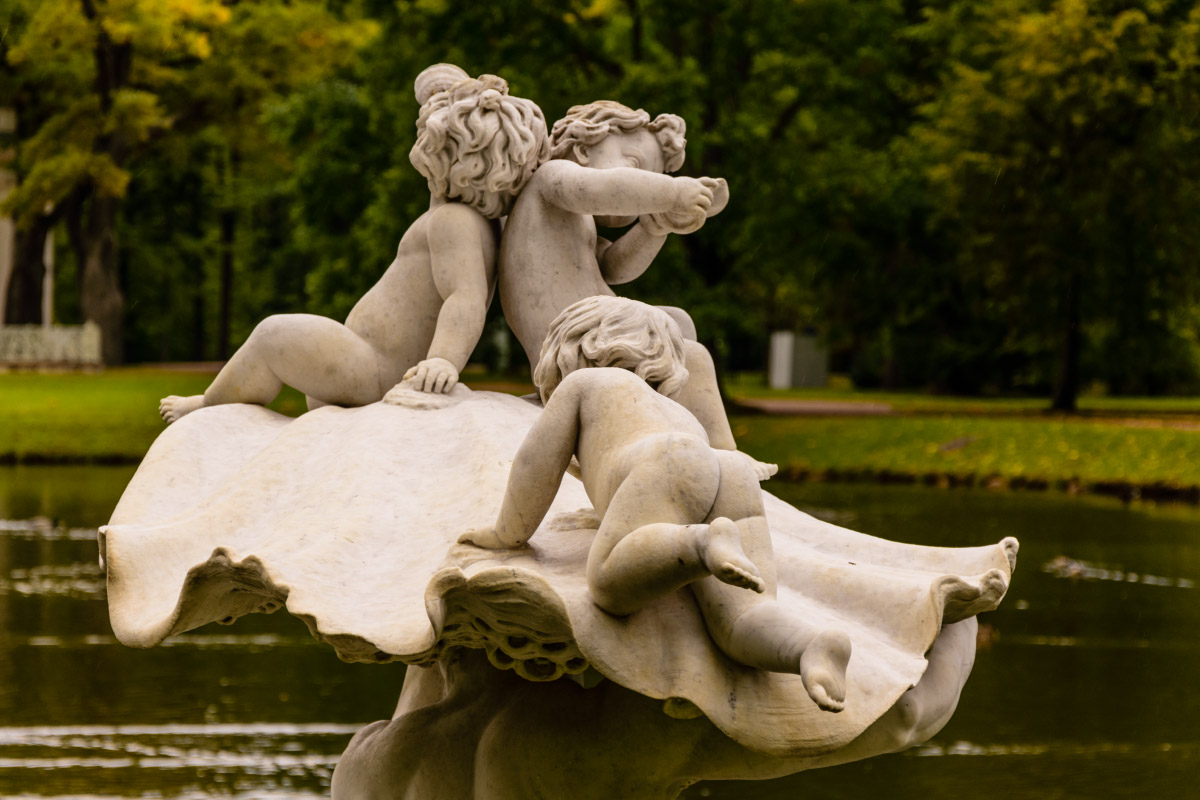
Фрагмент скульптурной группы (дети-амуры)

В ХVIII веке скульптура для Нижнего сада и Верхнего парка (ансамбля Собственной дачи) Ораниенбаума закупалась и заказывалась русским двором преимущественно в Италии. В XIX веке заметное место в декоре дворцово-паркового ансамбля заняли также работы немецких мастеров. В частности, мраморная скульптурная группа «Тритон, спасающий детей-амуров» была заказана придворному вюртембергскому скульптору Йозефу фон Копфу при посредничестве его покровительницы — великой княжны Ольги Николаевны. Скульптура была доставлена в Санкт-Петербург из Рима, где жил и работал Копф, и установлена в южной части Китайского пруда в Ораниенбаумском парке в 1861 году. Помещённая в воды паркового пруда динамичная и эмоциональная скульптурная композиция служила олицетворением могущества водной стихии и величия природы.
Во второй половине XIX — начале XX веков уходом за садовыми и интерьерными скульптурами Ораниенбаума и их реставрацией занималась скульптурная мастерская братьев Ботта. В сентябре 1886 года работники мастерской под руководством архитектора Г. Прейса смонтировали подачу воды к скульптурной группе «Тритон, спасающий детей-амуров», которая первоначально не была задумана как фонтан. Для этого были «просверлены в фигуре и пьедестале, для проводки труб, сквозных дыр, с постановкою вновь на место и с чисткою». В 1911 и 1916 годах мраморно-скульптурной мастерской А. Галли были выполнены «исправления, чистка и отшлифовка» мраморов.Однако после 1917 года встроенная в скульптурную композицию фонтанная система не использовалась и впоследствии была демонтирована.
Во время Великой Отечественной войны большинство скульптур Ораниенбаумского парка было спрятано в укрытиях. После войны они были отреставрированы и вновь установлены в парке. «Тритон, спасающий детей-амуров» был отреставрирован в 1946 году. В музейной описи от 1947 года отмечалось, что до реставрации скульптурная группа была значительно повреждена: у сидящих детей отбито по одной ступне ног, у одного из них отбита кисть на правой руке, у другого — большой палец на ноге, у лежащего амура отбита правая нога и кисть правой руки; часть хвостов у тритона также была отбита.
В 2000-х годах скульптурная группа была демонтирована и убрана в музейное хранилище вместе с пьедесталом в связи с началом масштабных реставрационных работ на территории Ораниенбаумского дворцово-паркового ансамбля. В 2011 году, после капитальной реставрации, она была вновь установлена на своём историческом месте в Китайском пруду.

## Описание
Высота скульптурной композиции — 187 см, ширина — 87 см, материал — белый мрамор. Скульптура изображает тритона, который, опираясь на свои закрученные рыбьи хвосты, ч трудом удерживает над головой большую плоскую раковину, на одном краю которой сидят спиной друг к другу два мальчика-амура, трубя в морские раковины. На другом краю раковины мальчик-амур лежит на животе, карабкаясь к своим товарищам, и наклоняется, чтобы пить воду из горсти. Плинт композиции изображает хаотичную гору каменных глыб. С тыльной стороны плинта сохранилась авторская подпись: J. Kopf 1861. Гранитный пьедестал выполнен в форме профилированной базы гигантской колонны, установленной на массивную цокольную плиту. Высота пьедестала — 50 см, ширина — 120 см, длина — 120 см.

### Комментарии
1. ↑  В музейных описях от 1938 и 1947 годов, приведённых в каталоге, фигурирует фраза «исполнен по рисунку Нефа», которая никак не комментируется в тексте; возможно, имелся в виду русский придворный художник Нефф